# 豪峰

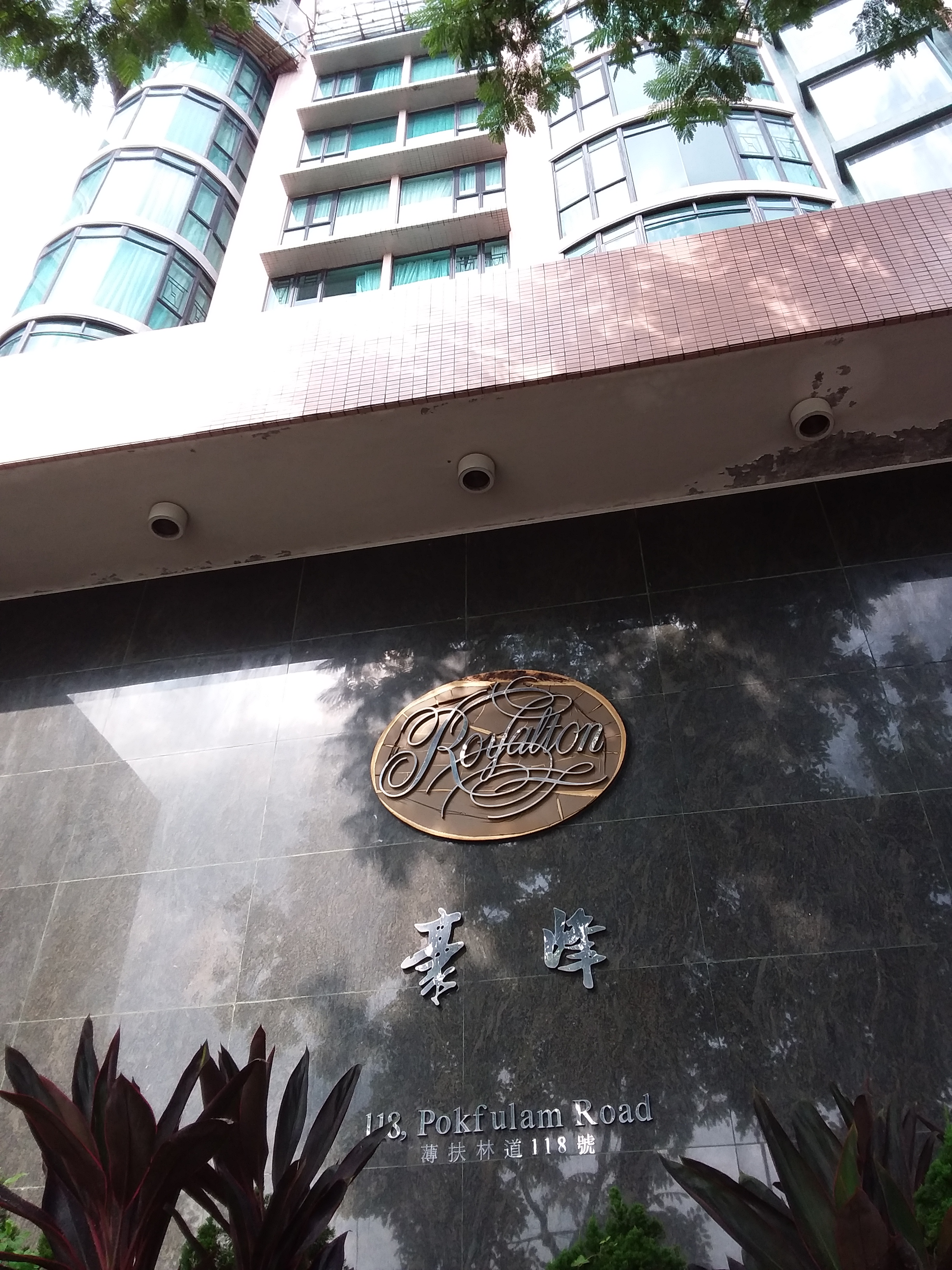
HK_香港南區_Southern_District_PFL_Pokfulam_薄扶林道_Pok_Fu_Lam_Road_September_2019_SSG_43

豪峰（英語：Roylaton）是位於香港香港島南區薄扶林道116-118號的豪宅，毗鄰瑪麗醫院、香港大學和靖林，最早於1997年落成。
因物業位處海拔較高的地方，前方為樹林且建築密度低，因此，景觀無阻，可看到博寮海峽及遠眺南丫島景致，所有單位可享無阻的海景，沒有香港常見的「樓望樓」情況，私人度相當高。加上附近環境寧靜，四周圍被綠樹環繞，提供新鮮空氣，居住環境非常優越。

## 特色
物業分為兩期，第一期為一梯兩伙，A室為複式單位，B室為單層單位，實用面積由1,572-2,345平方英尺。第二期為一梯一伙，私人度高，頂層為兩所複式單位，實用面積由1,184-2,309平方英尺。
兩座物業的住客會所是共用，設施包括高爾夫球練習場、健身室、室外泳池、平台花園和兒童遊樂場等。